# Roman's Revenge
Roman's Revenge  è una canzone della rapper Nicki Minaj dal suo primo album in studio Pink Friday. È stata scritta da Minaj e dal rapper Eminem, che appare nella canzone, ed è stata prodotta da Swizz Beatz. È stata pubblicata in esclusiva il 30 ottobre 2010 tramite l'iTunes Store statunitense, come singolo promozionale prima dell'uscita dell'album. La canzone fa riferimento all'alter ego di Nicki Minaj, Roman Zolansky, e a quello di Eminem, Slim Shady.

## Tracce
Download digitale
1. Roman's Revenge  - 3:49

## Remix con Lil Wayne
Il 19 gennaio 2011 è stata pubblicata una versione di Roman's Revenge con Lil Wayne. L'8 febbraio dello stesso anno, la versione è stata inviata alle stazioni radiofoniche statunitensi come singolo promozionale.

## Classifiche
| Classifica (2010) | Posizione massima |
| ----------------- | ----------------- |
| Regno Unito       | 125               |
| Stati Uniti       | 56                |